# Robert 3. af Skotland
Robert III af Skotland (ca 1340 – 4. april 1406), tidligere kendt som John Stewart, jarl af Carrick, skotternes konge i årene 1390 – 1406, var den ældste søn af kong Robert II med dennes elskerinde Elizabeth Mure, men han blev legitim med et formelt ægteskab mellem hans forældre ca.  1349. Forældrene havde været gift tidligere i 1336, men ægteskabet blev kritiseret for ikke at have været kirkeretsligt.

## Eksterne links
- Wikimedia Commons har flere filer relateret til Robert 3. af Skotland

| Robert 3.Huset StuartFødt: ca. 1337/40 Død: 4. april 1406 |                             |                         |
| Titler som regent                                         |                             |                         |
| Foregående: Robert 2.                                     | Konge af Skotland 1390–1406 | Efterfølgende: Jakob 1. |